# Monteliusvägen

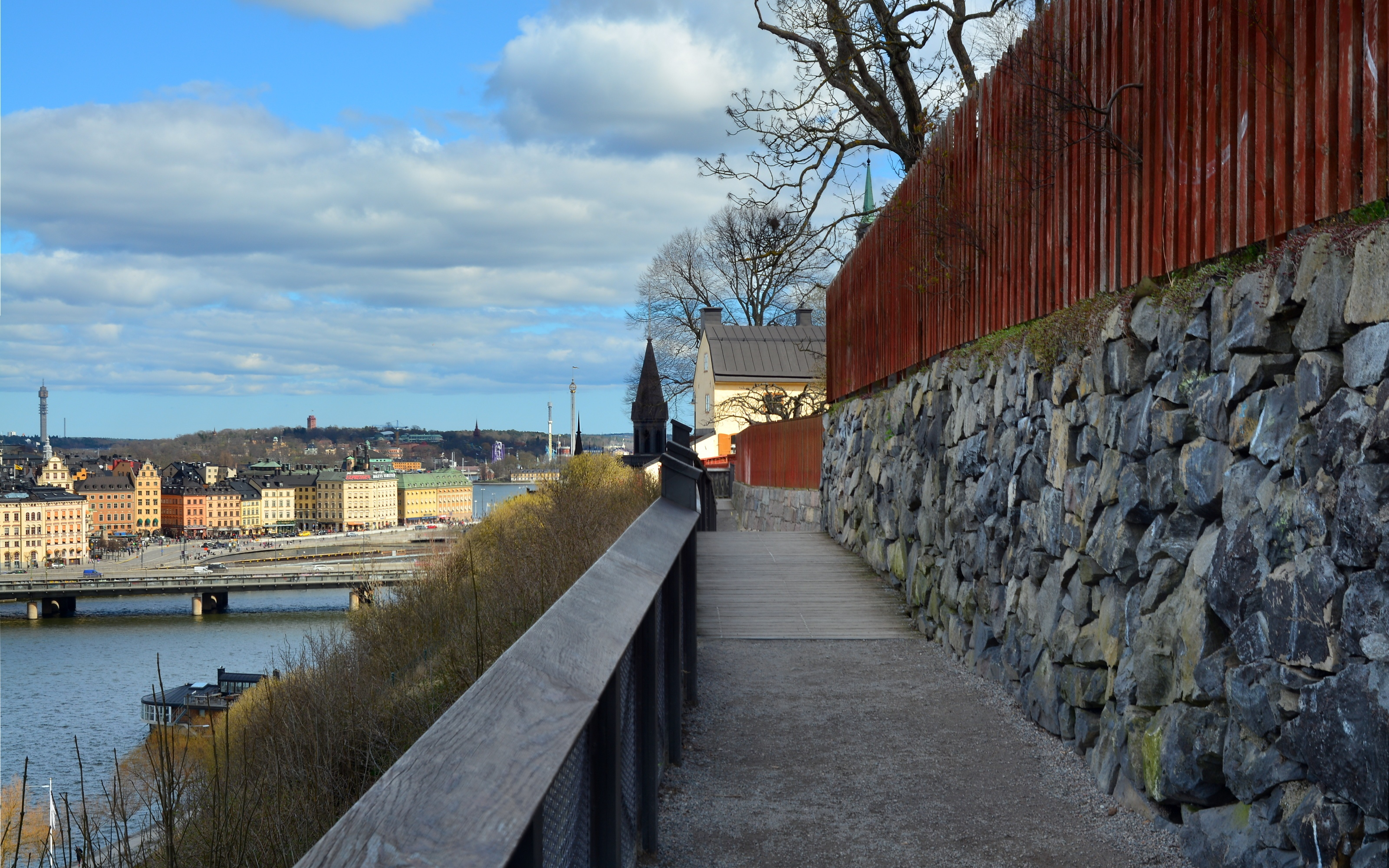
Monteliusvägen slingrar sig fram högt över Söder Mälarstrand, april 2015.

Monteliusvägen är ett promenadstråk norr om bebyggelsen vid Mariabergets höjder på Södermalm i Stockholm, invigt 1998. Det erbjuder en vidsträckt vy över Riddarfjärden.

## Beskrivning

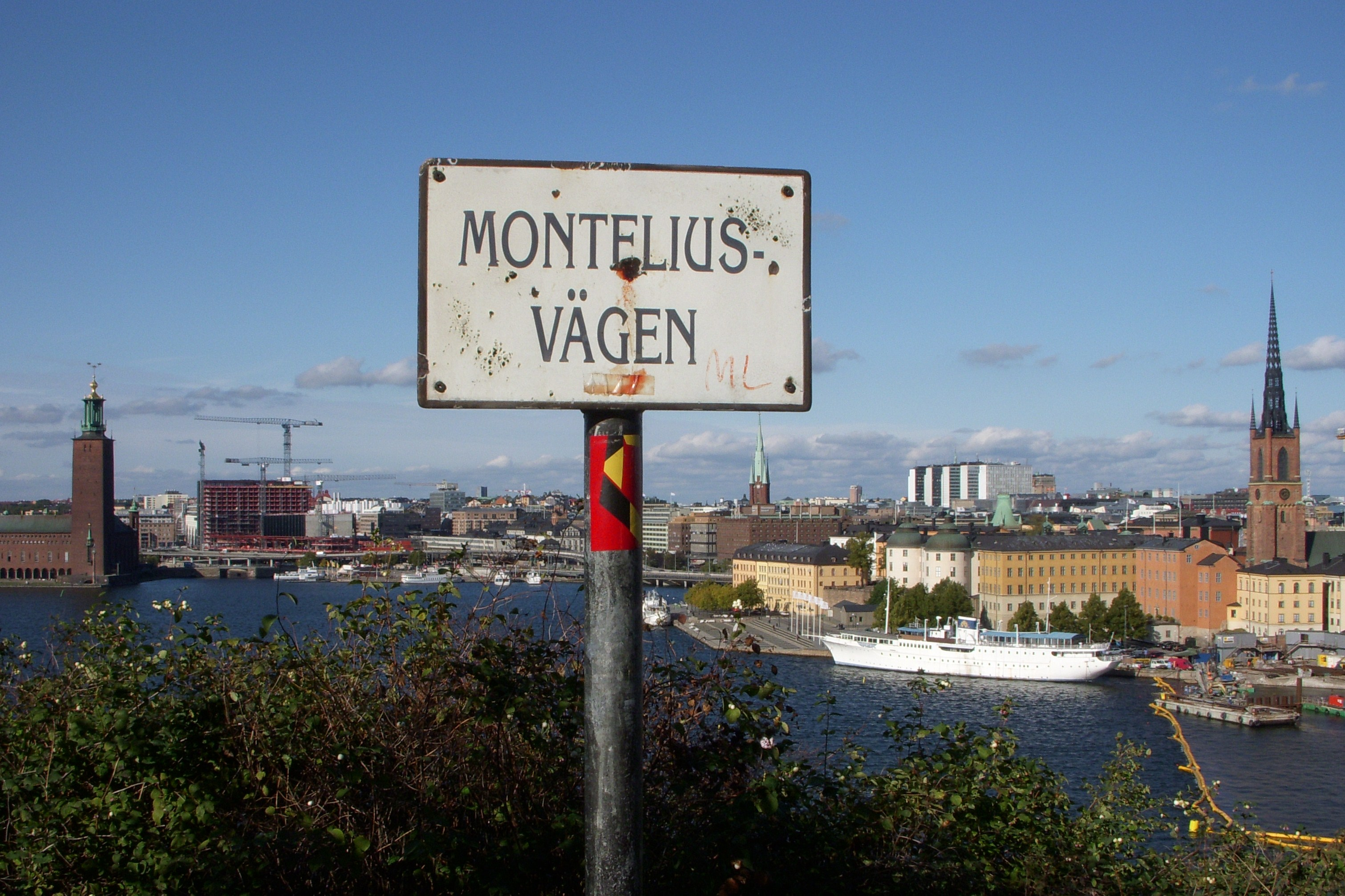
Monteliusvägen.

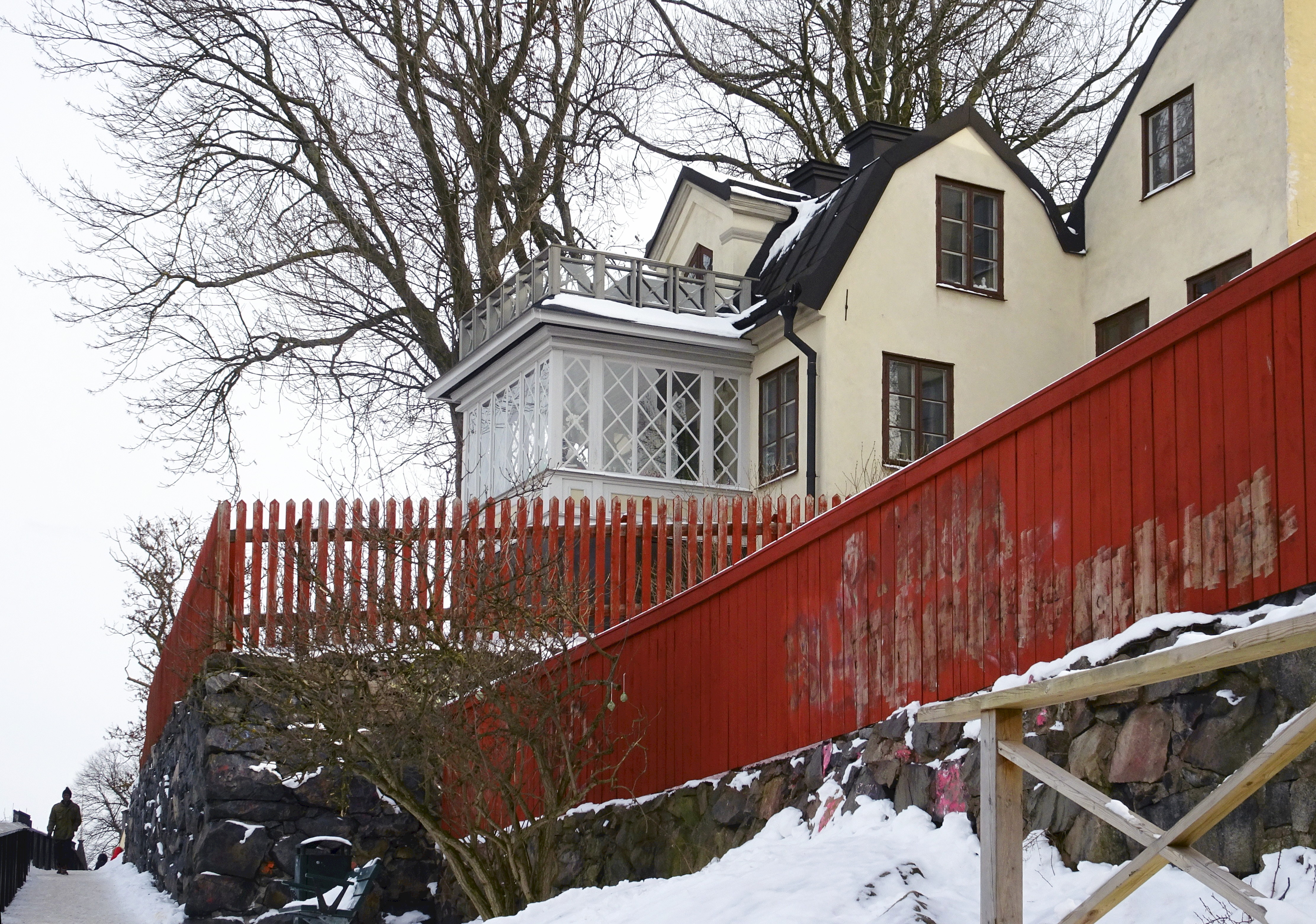
Rangströmska gårdens glasveranda och Monteliusvägen nedanför.

Monteliusvägen är uppkallad efter professor Oscar Montelius. Han var arkeolog och historiker och blev ledamot i Svenska Akademien 1917. Han föddes och avled i det efter honom uppkallade Monteliushuset vid S:t Paulsgatan nr 11 på Södermalm.
Monteliusvägen löper över parkmark som avsattes för ändamålet i en detaljplan som vann laga kraft den 19 december 1977. Detaljplanen gäller för hela Mariaberget och upprättades sedan Stockholms stad beslöt att bevara Mariabergets historiska bebyggelse (se Söder 67).
Det 416 meter långa promenadstråket löper på branten högt över Söder Mälarstrand. Vägen börjar vid Kattgränd och Öbergska gården i väster, där trappor ansluter till Torkel Knutssonsgatan respektive Bastugatan. Stigen slutar i öster vid Bastugatan nr 16 i höjd med Cederborgska villan. Längs vägen finns flera terrasser och parkbänkar, några med fasta bord, varifrån man har en grandios utsikt över Riddarfjärden, södra Kungsholmen, Riddarholmen och Gamla stan. 
Från Monteliusvägen finns ingångar till Ivar Los park och Olle Adolphsons park samt en trappanslutning till Timmermansgatan. Vägen passerar över en grund från en väderkvarn (troligen Stora Pryssan). Delar av kvarnstenarna kan ses insprängda i närliggande stödmurar. Några av de små terrasserna vägen går över är rester av täppor där tobak odlades förr. Bland bevarade byggnader märks Rangströmska gården där tonsättaren Ture Rangström bodde och verkade från 1908 fram till sin död 1947.  Huset känns igen på den karakteristika glasverandan med en av Stockholms bästa vyer över Riddarfjärden.
Inför anläggningen förekom protester mot bygget. Ett generellt argument mot stråket var att konstruktionen med långa längsgående svartmålade trästaket förändrade Mariabergets profil för mycket. Mer specifikt protesterade flera av de boende på norra sidan Bastugatan, som i många fall kunnat använda allmänningen som avskiljd trädgård, mot att stråket kom att inkräkta på privatlivet. Bland andra var Ingemar Unge mycket aktiv motståndare mot bygget. Försök med namninsamlingar blev dock ingen framgång, då de boende i området som inte bodde i omedelbar anslutning till den tänkta sträckningen snarare fick bättre åtkomst till Mariaberget och utsikten därifrån.
20 år senare började vägen anläggas efter samråd och omprojektering. Det nya förslaget med vägdragning utanför stödmurarna arbetades fram av landskapsarkitekt S-O Hagman på beställning av Gatu- och Fastighetskontoret. Projektledare var Frank Lange, landskapsarkitekt och konsult inom parkanläggningar. NCC genomförde anläggningsarbeten. All material- och masshantering sköttes med kranar från Södra Mälarstrand. Vägen invigdes i augusti 1998. Vägen kostade fjorton miljoner kronor att bygga vilket var dubbelt upp mot det som var budgeterat från början (för gamla dragningsförslaget) men då passade Gatu- och Fastighetskontoret på att restaurera alla stödmurar utmed Mariaberget som var i dålig kondition. Vägen och räcken dimensionerades att kunna motstå ett högt publiktryck som kan vara tiotusentals besökare vid eventuella evenemang på Riddarfjärden. Under 2017–2018 renoverades Monteliusvägens räcken.